# Suva longipenna
Suva longipenna är en insektsart som beskrevs av Yang och Hu 1985. Suva longipenna ingår i släktet Suva och familjen Meenoplidae. Inga underarter finns listade i Catalogue of Life.